# Mörk långstjärtsgök
Mörk långstjärtsgök (Cercococcyx mechowi) är en fågel i familjen gökar inom ordningen gökfåglar.

## Utseende och läte
Mörk långstjärtsgök är en mörkt brungrå gök med påfallande lång stjärt och tvärbandad undersida. Den är mycket lik olivgrå långstjärtsgök, men har mörkare ovansida, bredare band undertill och djupare rostrött under stjärten. Två typer av läten finns, dels en rapp serie med tre stigande visslingar, dels en mer utdragen där visslingarna avstannar och faller i tonhöjd något mot slutet. I västligaste delen av utbredningsområdet är den första varianten långsam och varje ton blir allt ljusare.

## Utbredning och systematik
Fågeln förekommer från Sierra Leone till nordvästra Angola och östra Kongo-Kinshasa. Den delas vanligen inte in i underarter, men studier visar att den västafrikanska populationen fram till västra Kamerun har avvikande läte och kortare stjärt. Hybridzonen mellan de två populationerna verkar dessutom smal, varför vissa behandlar dem som två skilda arter, den västafrikanska som "vissellångstjärtsgök" (Cercococcyx lemaireae).

## Levnadssätt
Mörk långstjärtsgök hittas i undervegetation upp till de mellersta skikten i fuktiga skogar i lågland och medelhög höjd. Den är skygg och tillbakadragen, och upptäcks därför oftast först på lätet.

## Status
IUCN hotkategoriserar de båda populationerna var för sig, den västafrikanska som nära hotad och den övriga som livskraftig.